# Autophila eremochroa
Autophila eremochroa är en fjärilsart som beskrevs av Charles Boursin 1940. Autophila eremochroa ingår i släktet Autophila och familjen nattflyn. Inga underarter finns listade i Catalogue of Life.